# Чайковское сельское поселение (Пермский край)
Чайковское се́льское поселе́ние — муниципальное образование в Нытвенском районе Пермского края Российской Федерации.
Административный центр — посёлок железнодорожной станции Чайковская.

## История
Статус и границы сельского поселения установлены Законом Пермской области от 10 ноября 2004 года № 1738-356 «Об утверждении границ и о наделении статусом муниципальных образований Нытвенского района Пермской области»

## Население
| 2010  | 2012  | 2013  | 2014  | 2015  | 2016  | 2017  |
| ----- | ----- | ----- | ----- | ----- | ----- | ----- |
| 3875  | ↘3853 | ↘3811 | ↘3781 | ↘3766 | ↘3736 | ↗3746 |
| 2018  | 2019  |       |       |       |       |       |
| ↘3733 | ↘3680 |       |       |       |       |       |

## Состав сельского поселения
| №  | Населённый пункт | Тип населённого пункта                                  | Население |
| -- | ---------------- | ------------------------------------------------------- | --------- |
| 1  | Батуры           | деревня                                                 | 5         |
| 2  | Жигалы           | деревня                                                 | 53        |
| 3  | Калуги           | деревня                                                 | 47        |
| 4  | Ключи            | деревня                                                 | 0         |
| 5  | Колотыги         | деревня                                                 | 9         |
| 6  | Ленино           | село                                                    | 1         |
| 7  | Луговая          | деревня                                                 | 386       |
| 8  | Нижние Морозы    | деревня                                                 | 49        |
| 9  | Роди             | деревня                                                 | 17        |
| 10 | Сопени           | деревня                                                 | 11        |
| 11 | Старый Посад     | деревня                                                 | 6         |
| 12 | Тимино           | деревня                                                 | 19        |
| 13 | Удалы            | деревня                                                 | 287       |
| 14 | Чайковская       | посёлок железнодорожной станции, административный центр | ↘2969     |